# Vallejo, Kalifornija
Vallejo je grad u američkoj saveznoj državi Kaliforniji, u okrugu Solano. Prema službenoj procjeni iz 2009. godine ima 121.055 stanovnika. Leži na prometnici Interstate 80, 40 km sjeverno od San Francisca (oko pola sata vožnje), čijem zaljevskom području i pripada.
Najmnogoljudniji je grad okruga Solano. U njemu se nalazi pomorska akademija, a ovdje je rođena trofejna plivačica Natalie Coughlin.

## Gradovi prijatelji
- Akashi, Japan
- Bagamoyo, Tanzanija
- Baguio, Filipini
- Chin Chon Gun, Južna Koreja
- La Spezia, Italija
- Trondheim, Norveška

## Vanjske poveznice
- Službena stranica (engl.)